# شكور (اسم)
شكور هو اسم علم مذكر من أصل عربي، ومعناه هو من يكثر الشكر لمن يقدم له العون.

## شخصيات تحمل الاسم
- شكور أبو غزالة (مؤسس سلسلة مطاعم البيك للوجبات السريعة، 1928 – 14 أغسطس 1976)

## وصلات خارجية
- موسوعة السلطان قابوس لأسماء العرب نسخة محفوظة 5 أبريل 2019 على موقع واي باك مشين.